# منتخب إنجلترا تحت 19 سنة لكرة القدم للسيدات
منتخب إنجلترا تحت 19 سنة للسيدات لكرة القدمK هو ممثل إنجلترا الرسمي في المنافسات الدولية في كرة القدم في فئة كرة قدم تحت 19 سنة للسيدات، يديره الاتحاد الإنجليزي لكرة القدم.